# ショーン・パウエル
ショーン・パウエル（Shawn Powell 1988年11月29日 - ）は、ジョージア州ローム出身のアメリカンフットボール選手。現在フリーエージェント。ポジションはパンター。

## 経歴
フロリダ州立大学では、1年次の2008年にグレアム・ガノーがひざを負傷したことから、7試合に出場し、平均41.1ヤードを記録した。2年次の2009年より正パンターとなった。この年、平均42.7ヤードを記録、キャリア最長となる64ヤードのパントも蹴った。3年次の2010年には、自己ベストの44.3ヤードを記録、パント50回中16回は敵陣20ヤード以内に蹴りこんだ。フロリダ大学戦では、相手の攻撃を自陣4ヤード、7ヤード、5ヤード地点から始めさせるパントを蹴って、アトランティック・コースト・カンファレンスの週間最優秀選手スペシャルチーム部門に選ばれた。4年次の2011年には、平均47.0ヤードを記録、ウォルター・キャンプ基金や、コーチ協会からオールアメリカンファーストチームに、ESPNとRivals.comからはカンファレンスのファーストチームに選ばれた。
2012年、ブライアン・ムーアマンとバッファロー・ビルズのパンターの座を争ったが、開幕前の最終ロースターカットで解雇された。第3週終了後、ムーアマンに代わり、ビルズと契約を結んだ。この年65回のパントのうち、わずか2回しかタッチバックとならなかったが、その一方でアウト・オブ・バーンズに15回蹴りだし、敵陣20ヤード以内に蹴りこんだのは、わずか25回であった。
2013年、第5週のクリーブランド・ブラウンズとのサーズデーゲームでトラビス・ベンジャミンにリターンTDを許した後、10月4日に解雇された。12月17日にケビン・フーバーが故障したシンシナティ・ベンガルズと契約を結んだが、ボルチモア・レイブンズとの試合でわずか10ヤードのパントを蹴った後、解雇された。